# Tramway de Versailles à Maule
Pour les articles homonymes, voir TVM.
Le tramway de Versailles à Maule (TVM) est une ancienne ligne de tramway à vapeur  appartenant au le département de Seine-et-Oise. Construite initialement à voie métrique et longue de 42 kilomètres, elle  reliait la gare de Rive-Droite à Versailles au centre-ville de Maule (Yvelines).
Le tramway assurait le transport des voyageurs et des marchandises et était renommé pour ses nuisances sonores et olfactives, ses retards légendaires et son déficit d'exploitation.

## Histoire

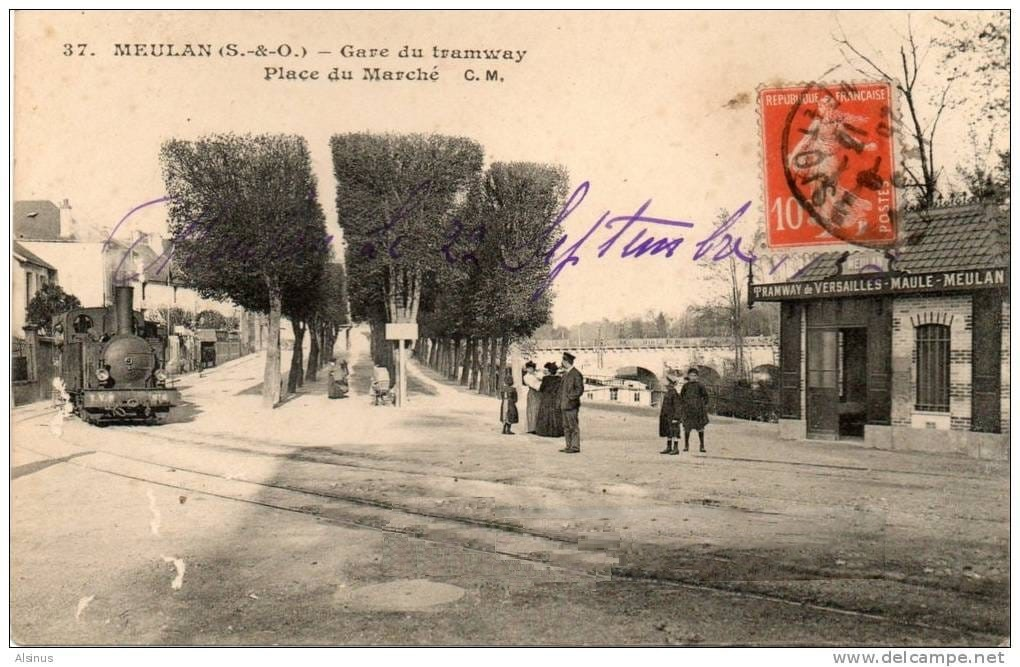
La gare du tramway à Meulan.

Messieurs Perrichon et Gallotti, constructeurs de chemins de fer et de tramways, obtiennent en 1896 du département de Seine-et-Oise la concession pour une durée de 50 ans d'une ligne de tramway entre Versailles et Maule. Celle-ci reprend une partie des infrastructures du tramway d'Épône à Mareil-sur-Mauldre, inexploité depuis 1883 à la suite de la faillite de son exploitant.
Cette concession consiste à construire aux frais du département et exploiter, aux risques du concessionnaire, une ligne de tramway entre ces deux villes pour le compte du département de Seine-et-Oise. La ligne, déclarée d'utilité publique par décret du 13 mai 1896 est mise en service en 1899. Les promoteurs de la ligne cèdent leurs droits à une compagnie dédiée, la compagnie française des tramways à vapeur de Versailles à Maule.
Dès l'origine du fonctionnement de la ligne, les habitants de Bailly et Noisy-le-Roi se plaignent du bruit, de la vitesse du train, alors jugée excessive, et de la fumée âcre et nauséabonde de la locomotive Pinguely.

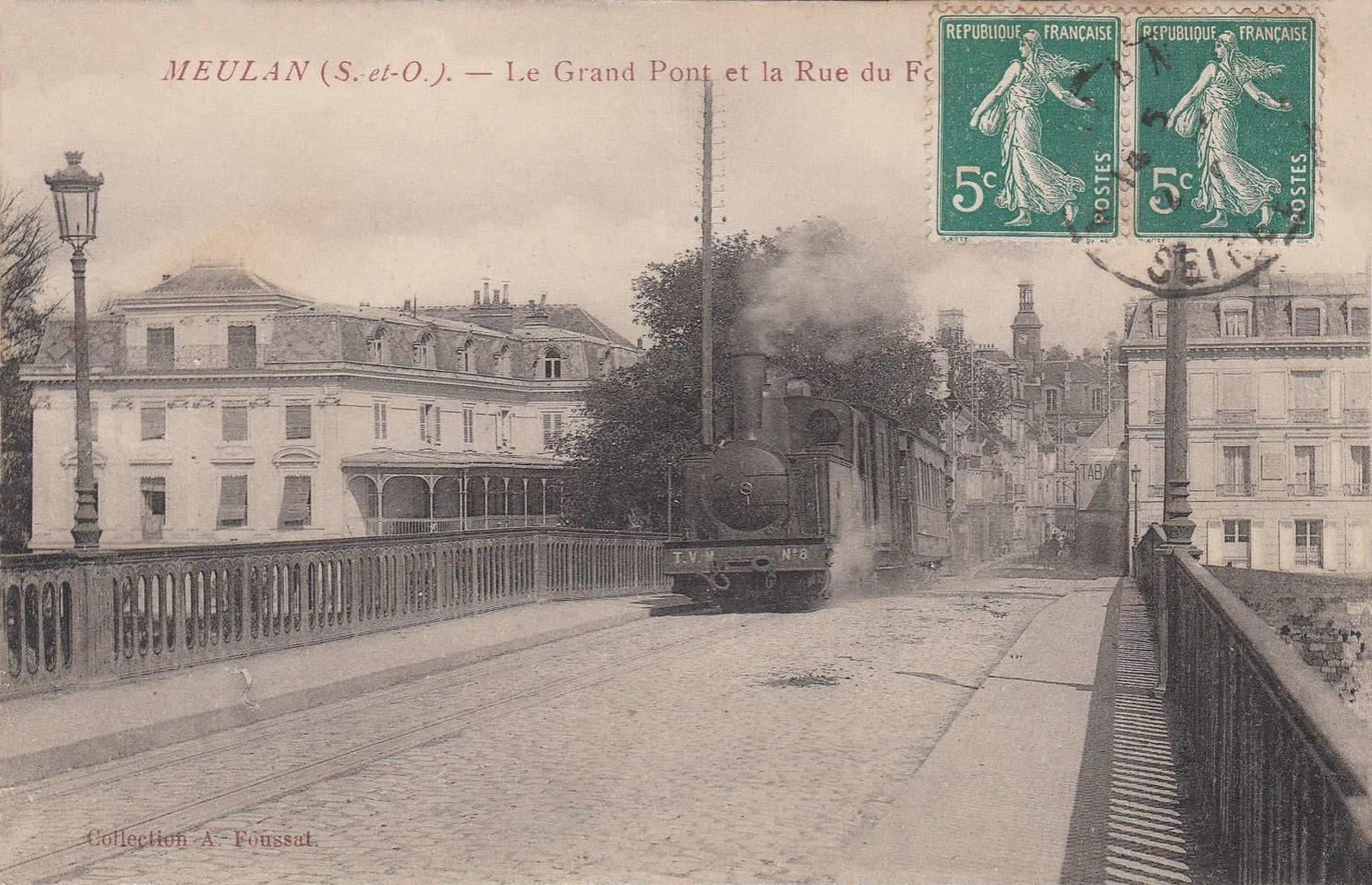
Tramway Versailles-Meulan s'engageant sur le grand pont de Meulan en direction des Mureaux.

En 1909, MM. Monod et Seydoux obtiennent la concession d'un  prolongement jusqu'à Meulan,, dans le cadre de la mise en place du réseau départemental de Seine-et-Oise, de chemin de fer secondaire à voie normale, pour laquelle ils créent la compagnie des Chemins de fer de grande banlieue. 
La ligne du Versailles-Maule est reprise par cette compagnie et transformée à l'écartement normal en 1913, toujours pour le compte du département. Elle est intégrée au réseau nord pour former une liaison de 70 km entre Versailles et Magny-en-Vexin. A cette date, l'histoire se confond avec celle des Chemins de fer de grande banlieue. La voie métrique disparait et le matériel roulant vendu.
Durant et après la Première Guerre mondiale, du 1er mai 1916 au 15 août 1920, le trafic est interrompu, à la suite de la réquisition des employés, celle du matériel roulant et des rails utilisés pour l'effort de guerre.
Dans l'entre-deux-guerres, le chemin de fer, qui constituait jusqu'alors la seule solution efficace pour assurer les déplacements interurbains, est de plus en plus concurrencé par les transports routiers, que ce soit les (rares) voitures particulières, les autocars et les camions. Le déficit des lignes de chemins de fer et de tramways croît, aggravé par l'inflation qui apparait à la fin de la Première Guerre mondiale et les premières conquêtes sociales. 
Afin de réduire cs déficit et d'améliorer les performances de la ligne pour le transport des voyageurs, en 1924, la compagnie des Chemins de fer de grande banlieue remplace les trains par des autorails à essence.
En décembre 1938, face à la situation, le Conseil Général prévoit de fermer une grande partie du réseau de Seine-et-Oise, mais sa décision est suspendue par la Seconde Guerre mondiale et le chemin de fer devient le seul moyen de déplacement de la population face à la pénurie de carburants et de matières premières.
Le trafic a définitivement cessé en 1944 et la ligne est déclassée en 1951.
En 2025, la ligne 5371 (Anciennement 17S) du réseau de bus Centre et Sud Yvelines est manifestement, compte tenu de ses deux terminus, un lointain successeur de cette ancienne ligne de tramway.

## Infrastructure

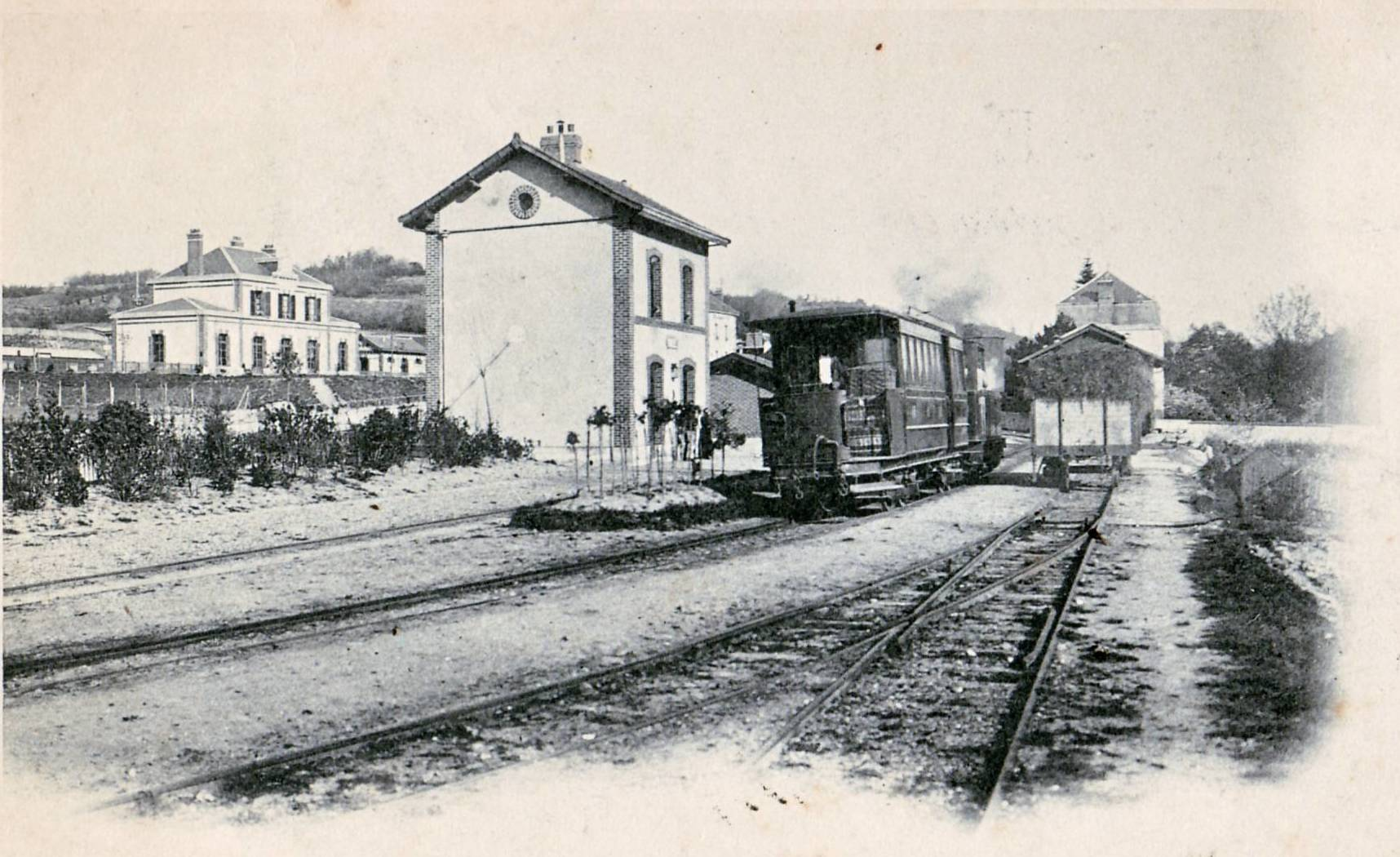
Le tramway à son terminus de Maule.

### La ligne
Le tracé de la ligne est défini par le décret du 7 avril 1898 comme suit, selon la toponymie de l'époque : « La voie ferrée partira de la gare de Versailles, rive droite (intersection du boulevard de la Reine et de l'impasse de Clagny) et empruntera les voies publiques ci-après désignées : impasse de Clagny, boulevard de la Reine, boulevard du Roi, rond-point du Chesnay, rue des Marais, boulevard Saint-Antoine, route nationale no 184 jusqu'à Rocquencourt, chemin de grande communication no 70, entre le chemin de grande communication no 45, sauf au droit de Noisy-le-Roi et entre Crespières et Mareil, où des déviations en plaine sont prévues, chemin de grande communication no 45 entre le chemin de grande communication no 70 et Maule »
La ligne entre Versailles et Maule (26 km) est ouverte :
- de Versailles à Noisy-le-Roi, le 8 avril 1899[5],
- de Noisy-le-Roi à Maule, le 8 octobre 1899.

Elle est prolongée de Maule à Bouafle et à Meulan (16 km) en 1909, portant la ligne à 42 km. 
Il existe deux sections partagées avec la voie normale. Au départ de Versailles, voie à trois files de rail avec les tramways Versaillais et pour la traversée du pont de Meulan, section partagée avec la compagnie des CGB, ligne de Saint Germain en laye à Maules. 
En 1913, la ligne, construite à l'écartement métrique et gabarit étroit, est convertie à l'écartement normal. Les sections à  construites à double écartement disparaissent. Seule la voie normale est alors utilisée.

### Gares et stations
Les stations disposaient de petits bâtiments sur fondations de meulières, faits d’une alternance de maçonnerie et de briques sur quatre ou cinq rangées. La station de Noisy-le-Roi (face à la poste actuelle) était équipée pour la prise d’eau des locomotives.
Le cahier des charges de la concession prévoyait la création d'une gare de marchandises à Versailles, dite Gare des Marais, les gares de Noisy-le-Roi-Grande-Ceinture, Saint-Nom-la-Bretèche, Feucherolles, Crespières, Mareil-sur-Mauldre et Maule disposant d'un bâtiment pour les voyageurs et les marchandises.

### Raccordement aux autres réseaux
La ligne dispose en gare de Noisy-le-Roi-Grande-Ceinture d'installations d'échange avec la ligne de Grande Ceinture, où se faisait le chargement des matériaux destinés aux entreprises voisines.
Le cahier des charges prévoyait que la Gare de Maule serait également une gare d'échange lors de la mise en service de la ligne de Plaisir - Grignon à Épône - Mézières.

## Exploitation
Le cahier des charges de la concession prévoyait la circulation d'au moins trois trains, d'une longueur maximale de 50 mètres, par jour dans chaque sens. La vitesse était limitée à 20 km/h sur l'accotement des routes, à 35 km/h sur les sections en site propre et à 8 km/h dans la traversée de villages. 
Le tramway, qualifié de « Tacot », mettait 1 h 30 min pour rallier Versailles à Maule. Le premier train quittait Versailles à 6 h 45, passait à Bailly à 7 h 10, à Noisy à 7 h 17 et arrivait à Maule à 8 h 18. Cette lenteur s'expliquait par le fait que la compagnie faisait circuler des trains mixte, c'est-à-dire composés de voitures à voyageurs et de wagons à marchandises. Dans chaque gare, le train s'arrêtait le temps nécessaire pour décharger les marchandises ou laisser en gare un wagon en attente de chargement ou de déchargement.
|  |  |

### Trafic voyageurs
La ligne  dessert la plaine de Versailles et  facilite les déplacements.
Début 1900, le trafic est renforcé les dimanches et jours fériés pour permettre aux Versaillais à se rendre à la campagne. À la station de Saint-Nom-la-Bretèche, un omnibus les conduisait à l’orée de la forêt de Marly. 
En 1909, des trains spéciaux furent même affrétés en soirée entre Saint-Nom et Versailles, pour permettre à la population d’assister au spectacle des Grandes eaux.

### Trafic marchandises
A une époque où les transports routiers étaient rares, la ligne joue un rôle majeur pour favoriser le développement des industries locales, essentiellement la sucrerie de Chavenay (1871-1931), la briqueterie de Feucherolles (1828-1954) et la fabrique de cannes de Maule, générant un important trafic de marchandises. Elle transporte également les « gadoues », déchets urbains compostés et utilisés comme engrais agricoles.

### Matériel roulant
Locomotives à vapeur

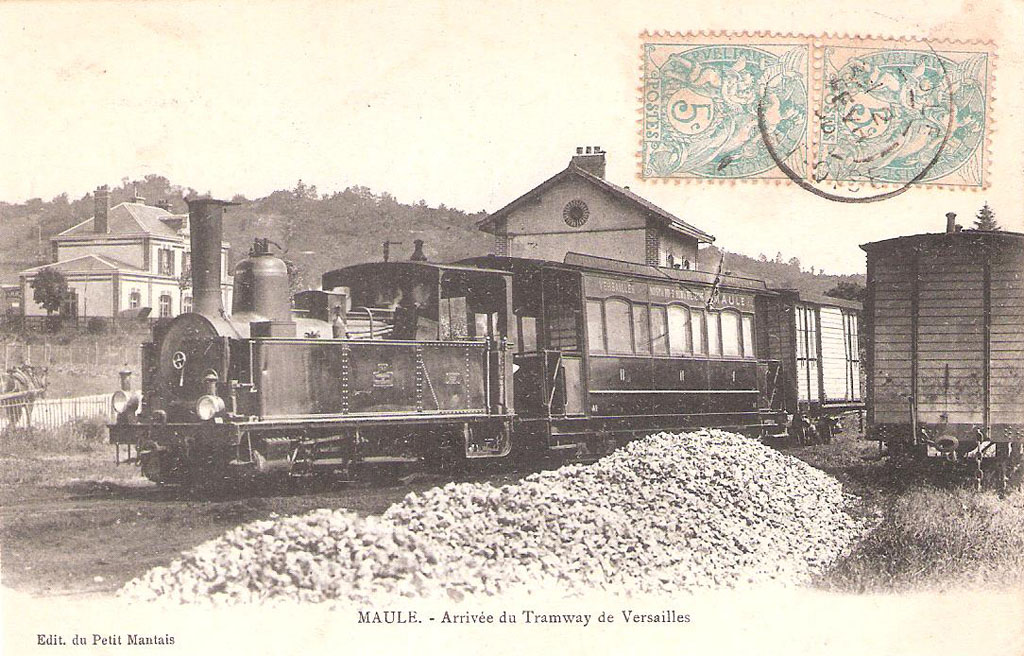
Arrivée d'un tramway de Versailles à Maule.

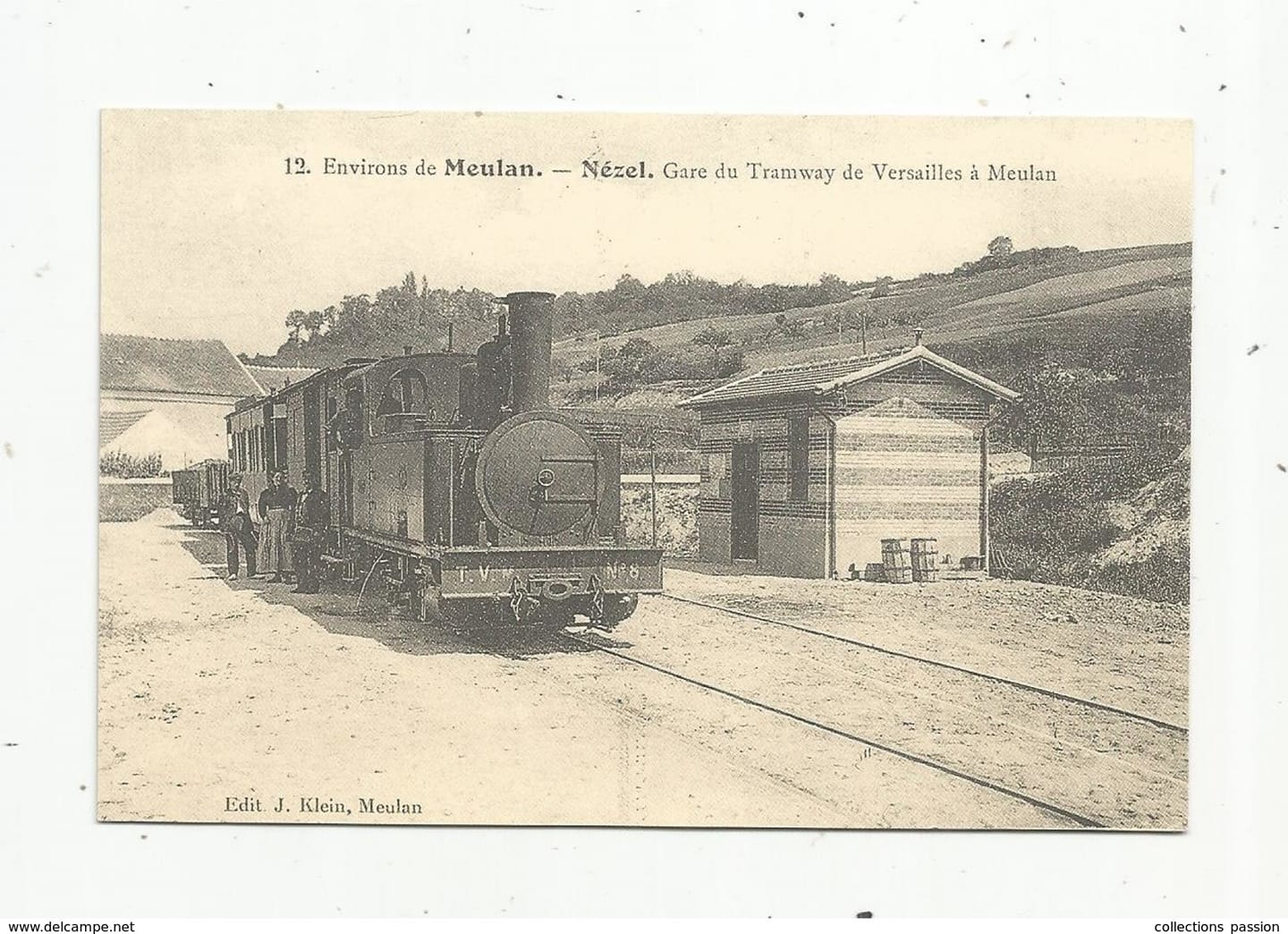
Locomotive Corpet-Louvet N°8 en gare de Nézel.

Le matériel roulant est constitué de :
- no 1 et 2, de type 020T, livrées par Pinguely en 1896[12],
- no 3 et 4, de type 030T, livrées par Pinguely en 1898.
- no 7 et 8, de type 030T, livrées par Corpet-Louvet en 1907.

## Matériels et installations préservés
L’ancienne gare de Feucherolles a été préservée. Racheté par la mairie en 2002 puis restauré en 2015 grâce à une subvention européenne, l'équipement s’appelle désormais « Maison de la Plaine » et abrite le siège de l’association patrimoniale de la Plaine de Versailles et du Plateau des Alluets (APPVPA).